# Rhytidophyllum grande
Rhytidophyllum grande là một loài thực vật có hoa trong họ Tai voi. Loài này được (Sw.) Mart. miêu tả khoa học đầu tiên năm 1829.